# Romano Denneboom
Romano Denneboom est un footballeur néerlandais, né le 29 janvier 1981 à Schiedam aux Pays-Bas. Il évolue comme attaquant.

## Palmarès
- SC Heerenveen
  - Vice-champion des Pays-Bas en 2000.
- FC Twente
  - Champion des Pays-Bas en 2010.
  - Vice-champion des Pays-Bas en 2009.